# Equitazione ai Giochi della XVIII Olimpiade
Le competizioni di equitazione dei Giochi della XVIII Olimpiade si sono svolte nei giorni dal 16 al 24 ottobre 1964 in varie sedi a Tokyo.

## Podi
| Evento                                   | Oro                                                                     | Perform. | Argento                                                                     | Perform. | Bronzo                                                                 | Perform. |
| Dressage individuale (dettagli)          | Henri Chammartin                                                        | 1504     | Harry Boldt                                                                 | 1503     | Sergey Filatov                                                         | 1486     |
| Dressage a squadre (dettagli)            | Germania Harry Boldt Reiner Klimke Josef Neckermann                     | 2558     | Svizzera Henri Chammartin Gustav Fischer Marianne Gossweiler                | 2526     | Unione Sovietica Sergey Filatov Ivan Kizimov Ivan Kalita               | 2311     |
| Concorso completo individuale (dettagli) | Mauro Checcoli                                                          | 64,4     | Carlos Moratorio                                                            | 56,4     | Fritz Ligges                                                           | 49,2     |
| Concorso completo a squadre (dettagli)   | Italia Mauro Checcoli Paolo Angioni Giuseppe Ravano Alessandro Argenton | 85,8     | Stati Uniti Michael Owen Page Kevin Freeman John Michael Plumb Lana du Pont | 65,86    | Germania Fritz Ligges Horst Karsten Gerhard Schulz Karl-Heinz Fuhrmann | 56,73    |
| Salto ostacoli individuale (dettagli)    | Pierre Jonquères d'Oriola                                               | 9.00     | Hermann Schridde                                                            | 13.75    | Peter Robeson                                                          | 16.00    |
| Salto ostacoli a squadre (dettagli)      | Germania Hermann Schridde Kurt Jarasinski Hans Günter Winkler           | 68,05    | Francia Pierre Jonquères d'Oriola Janou Lefèbvre Guy Lefrant                | 77,75    | Italia Piero D'Inzeo Raimondo D'Inzeo Graziano Mancinelli              | 88,50    |

## Medagliere
| Posizione | Paese            |   |   |   | Totale |
| --------- | ---------------- | - | - | - | ------ |
| 1         | Germania         | 2 | 2 | 2 | 6      |
| 2         | Italia           | 2 | 0 | 1 | 3      |
| 3         | Francia          | 1 | 1 | 0 | 2      |
| 3         | Svizzera         | 1 | 1 | 0 | 2      |
| 5         | Stati Uniti      | 0 | 1 | 0 | 1      |
| 5         | Argentina        | 0 | 1 | 0 | 1      |
| 7         | Unione Sovietica | 0 | 0 | 2 | 2      |
| 8         | Gran Bretagna    | 0 | 0 | 1 | 1      |
| Totale    | Totale           | 6 | 6 | 6 | 18     |